# Orlando Marconi
Orlando Marconi (Junín, Buenos Aires; 20 de octubre de 1929 - Ciudad de Buenos Aires; 1 de febrero de 1994) fue un actor de cine, teatro y televisión, periodista y animador argentino de una amplia trayectoria.

## Carrera
Marconi fue un popular animador que se inició profesionalmente como locutor en Mar del Plata a principios de los años 1950, y luego se lució en numerosos films en roles de reparto junto a famosas figuras de la escena nacional como Virginia Luque, Osvaldo Miranda, Tito Lusiardo, José Marrone, Nelly Láinez, Juanita Martínez, Eddie Pequenino, entre otros.
También fue un violinista de vocación. En radio además de sus amplios trabajos radiofónicos se destaca su participación en Radio Libertad junto a Guillermo Brizuela Méndez y Nelly Prince, con quien casualmente trabajo en Canal 7. También tuvo una vasta trayectoria en Radio Mitre, Radio Excelsior y Radio América entre otras.

## Filmografía
- 1959: Del cuplé al tango
- 1962: Dar la cara
- 1962: Cristóbal Colón en la Facultad de Medicina.......conductor de televisión
- 1976: Don Carmelo, il capo
- 1984: La superdotada[2]

## Televisión
- 1959: El club 21
- 1959: Cinemapesos
- 1960: Operación Ja-Já, por Canal 11.
- 1961: Telemasrisas, con Vicente Rubino y Marcos Zucker.
- 1968: Vivir es una comedia, por Teleonce.
- 1970: Feliz domingo (Domingos de mi Ciudad).[3]
- 1970: El teatro de los tres
- 1970: El ojal
- 1970: El chaleco
- 1970: Alta comedia
- 1971: El Campeonato de la Risa
- 1973: El lunes es sábado
- 1974: Almorzando con Orlando Marconi.[4]
- 1975-1976: Domingos estudiantiles, junto a Silvio Soldán.
- 1975: Domingos de verano
- 1977: Tardes de Marconi, por Canal 11.
- 1980: Sábado de todos, creado y producción general de Roberto Fontana por ATC
- 1981: Pantalla abierta
- 1982: Domingos gigantes
- 1983: A todo nueve, junto a Jorge Rossi.
- 1983: La Manzana de la Alegría, junto con Mario Marzán.
- 1983: Viva la risa con Mario Sánchez.
- 1984: Gracias por tu vida
- 1987: Las tretas de Moria con Moria Casán
- 1991-1994: Los Benvenuto[5]
- 1991 aprox.: Todos con Marconi (en televisión de Córdoba)
- 1992: Inolvidable

## Teatro
- Los años locos del Tabarís (1980), con Alberto Anchart, Mario Sánchez, Moria Casán, Tandarica, Carmen Barbieri, Violeta Montenegro y Carlos Scazziotta. Obra que abandonó al poco tiempo de estrenada.[6]

## Galardones
En 1960 se le otorga el Premio Martín Fierro como mejor animador masculino por el programa Cinemapesos, de 1959.

## Escándalo
En medio de fuertes acusaciones en junio de 1983, Marconi fue detenido acusado de un posible delito de corrupción de menores, situación que en breve lapso culminó con su liberación. Pasado un corto tiempo regresó al medio artístico.
Otro momento incómodo por el que debió pasar fue cuando su exesposa salió en varios medios gráficos hablando sobre las rivalidades con las hermanas del actor y dando polémicos comentarios como el de no volvería a vivir con él.

## Fallecimiento
El locutor, actor y animador de programas Orlando Marconi falleció el 1 de febrero de 1994 como consecuencia de problemas cardíacos que padecía desde 1986. En 1991 debió someterse a una urgente intervención quirúrgica donde le fue colocado un marcapasos. Sus restos descansan en Panteón de SADAIC de la Asociación Argentina de Actores del Cementerio de la Chacarita. Tenía 64 años.
Durante su sorpresiva muerte él se encontraba interpretando al personaje de "Padre de familia" en el popular programa protagonizado por Guillermo Francella, Los Benvenuto.